# Mönchstraße 56 (Stralsund)
Das Gebäude Mönchstraße 56 in Stralsund ist ein Bauwerk in der Mönchstraße, dessen Fassade und Haustür denkmalgeschützt sind.

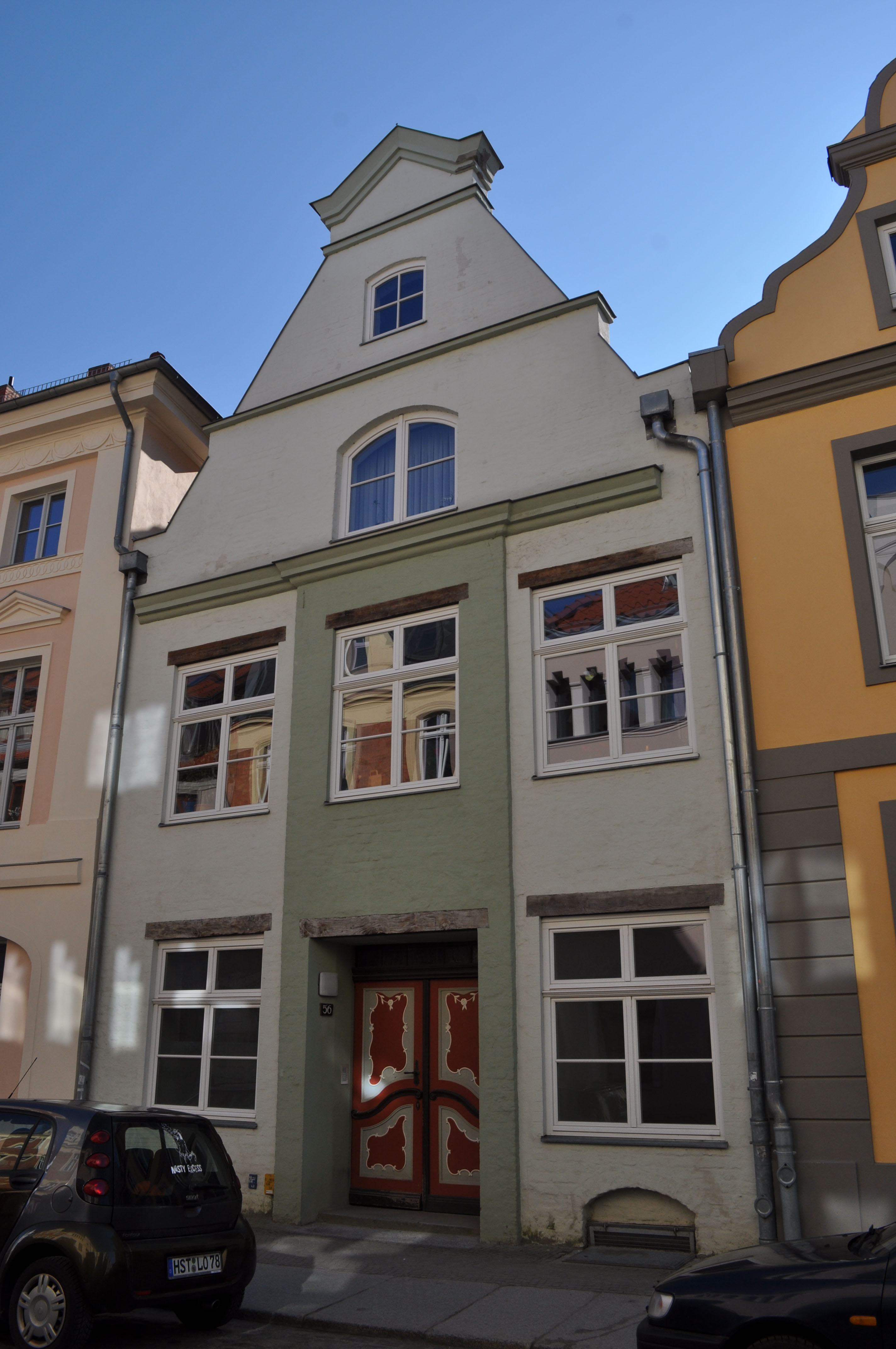
Haus Mönchstraße 56 in Stralsund (2012)

Das zweigeschossige, dreiachsige Giebelhaus wurde in der ersten Hälfte des 18. Jahrhunderts errichtet. Die Fassade aus Backstein ist geschlämmt. Ein zweigeschossiger Dreiecksgiebel krönt das Haus. Die zweiflügelige, geschnitzte Tür ist im Stil des Rokoko gestaltet.
Die Fassade und die Haustür des Hauses im Kerngebiet des von der UNESCO als Weltkulturerbe anerkannten Stadtgebietes des Kulturgutes „Historische Altstädte Stralsund und Wismar“ sind in die Liste der Baudenkmale in Stralsund eingetragen.